# Programma di Bad Godesberg
Il programma di Bad Godesberg (in tedesco: Godesberger Programm) è stato la linea guida principale del Partito Socialdemocratico di Germania (SPD) fra il 1959 e il 1989. Fu ratificato il 15 novembre 1959 con una larga maggioranza di voti al congresso straordinario del Partito tenuto nella città di Bad Godesberg, oggi parte di Bonn.
Il programma fu notevole soprattutto perché con esso, per la prima volta e quindi segnando una rottura con la linea politica precedente, la SPD abbandonava formalmente l'ideologia marxista. In particolare con il programma di Bad Godesberg abbandonava espressamente la finalità di un capovolgimento rivoluzionario della società, consolidando in tal modo formalmente un percorso che aveva già intrapreso dal programma di Erfurt del 1891. Inoltre la SPD riconosceva l'economia di mercato e si diceva espressione del popolo intero e non dei soli lavoratori.
Si opposero al programma i giovani della Lega tedesca degli studenti socialisti (la SDS) che due anni dopo sarebbero stati espulsi e che, sotto la guida di Rudi Dutschke, avrebbero dato vita ai moti del Sessantotto in Germania Ovest.
Il programma di Bad Godesberg è stato sostituito nel 1989 dal programma di Berlino, deliberato il 20 dicembre 1989, dopo la caduta del Muro di Berlino in un congresso del partito nella capitale tedesca.

## Contesto
Fino al 1959 era rimasto in vigore il "programma di Heidelberg", adottato nel 1925. Questo programma, d'ispirazione rivoluzionaria, sembrava poco adatto al Partito Socialdemocratico degli anni cinquanta. Nel frattempo avevano avuto luogo importanti eventi che avevano modificato completamente la situazione nazionale ed internazionale, e conseguentemente le prospettive del partito: l'ascesa del nazismo e la sua caduta in seguito alla seconda guerra mondiale, la nascita ed espansione del blocco sovietico e la conseguente guerra fredda al cui interno s'inseriva la divisione della Germania.

## Contenuto
Le principali decisioni del programma erano queste:
- rinuncia al marxismo e introduzione di riferimenti all'etica cristiana, all'umanesimo, alla filosofia classica;
- rigetto dell'anticlericalismo, con approvazione della collaborazione con le chiese;
- fedeltà totale alla Costituzione ed uso di mezzi democratici per la lotta politica;
- riconoscimento del libero mercato, della concorrenza e della libera impresa, abbandonando ogni idea di nazionalizzazione dei fattori di produzione, senza per questo rinunciare invece all'idea di un ruolo dello Stato nell'economia;
- denuncia del comunismo;
- volontà di fare della SPD il partito del popolo intero, senza distinzione di classi sociali; il partito puntava quindi a trasformarsi da partito classista a "partito popolare", aperto anche alle istanze dei ceti medi.[3]